# Фонтаны Уфы
Фонтаны Уфы — фонтаны города Уфы и исторического города Черниковска, работающих по графику.

Самым старым фонтаном считается фонтан «Колодец». Часть фонтанов эпохи сталинского ампира и соцмодернизма ныне разрушаются и не действуют — например, мозаичный и парка Гастелло в Черниковке, и у Дворца культуры УЗЭМИК на проспекте Октября.

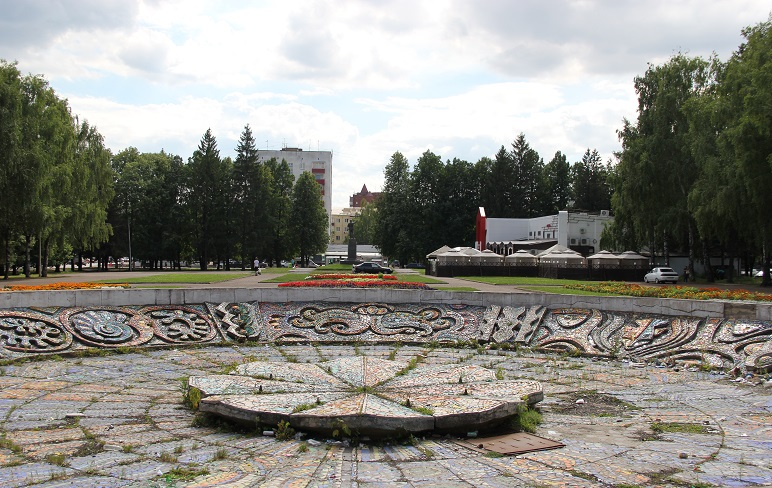
Мозаичный фонтан

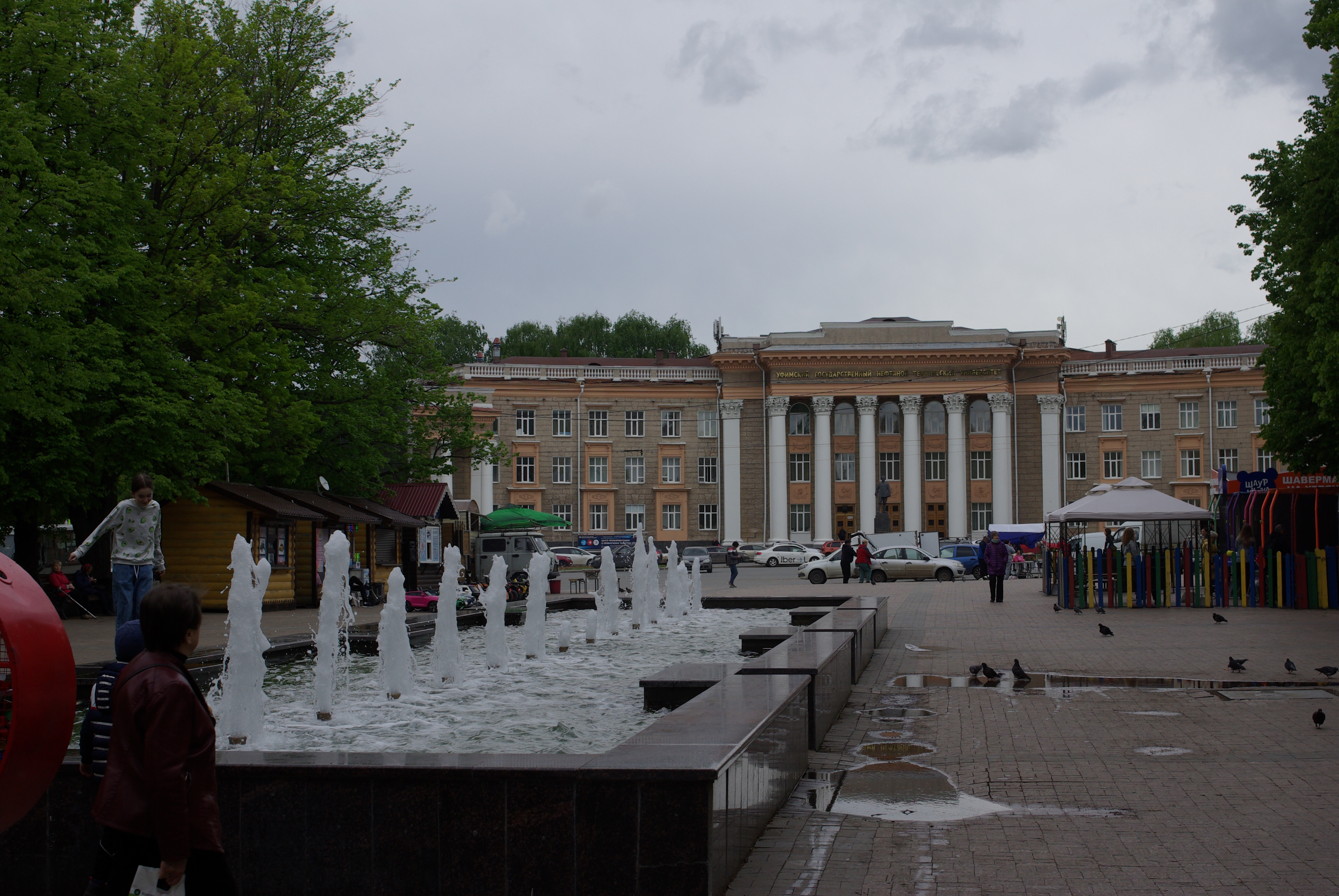
Фонтан «Колодец»

В усадьбах Уфы также имелись фонтаны, например, в саду усадьбы Поносовой-Молло.

## История
31 января 1899 в Доме губернатора, на совещании по поводу 100-летнего юбилея А. С. Пушкина со дня рождения, в одном из пунктов было записано о сооружении в Ушаковском парке (ныне — парк Ленина) фонтана «Пушкинский» и украшении его чугунным бюстом великого поэта. Однако, проект не был реализован. Вновь предложение о сооружении фонтана опубликовано в Уфимских губернских ведомстях в 1906.

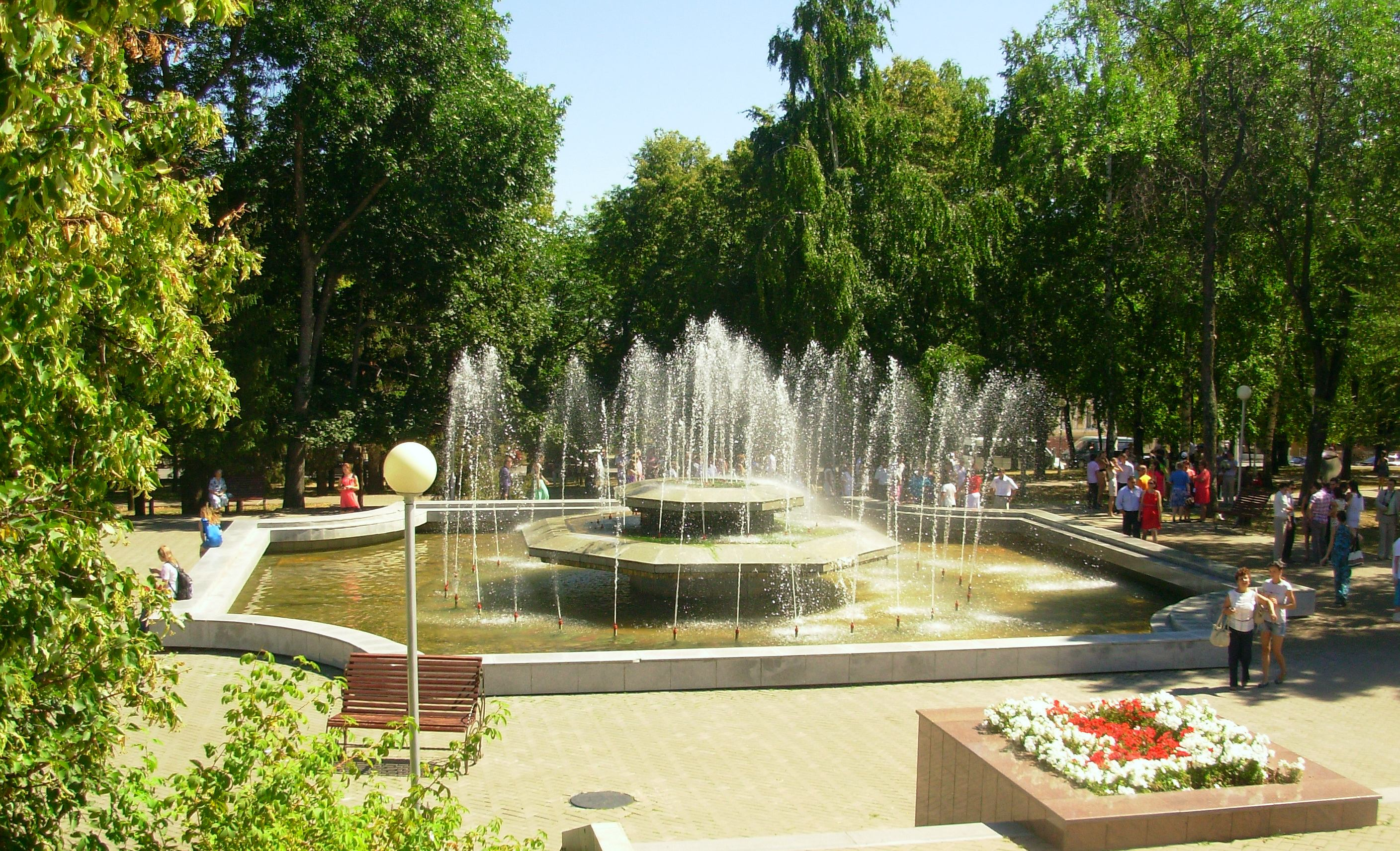
Фонтан в парке Ленина

Первый фонтан в Уфе появился в 1910-х в Ушаковском парке, и представлял собой скульптуру мальчика и девочки, прячущихся под зонтиком и бегущих от дождя — аналогичные скульптуры украшали парки Челябинска, Оренбурга и других городов. Этот фонтан уничтожен в 1970-е в ходе полной реконструкции парка Ленина — на его замену построены одинаковые северный и южный фонтаны.

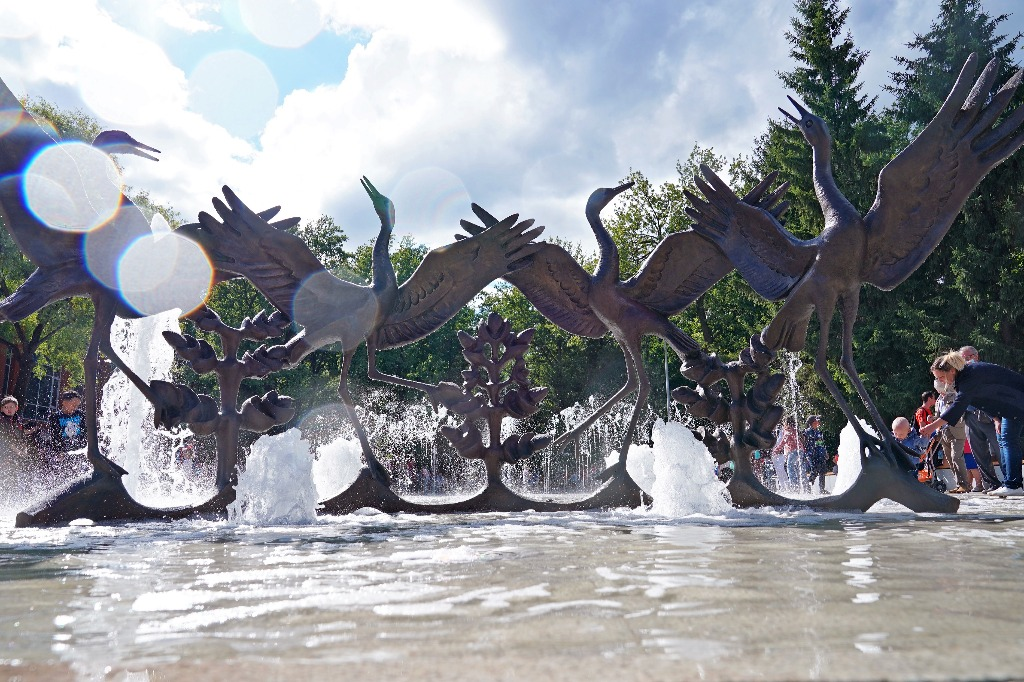
Фонтан «Танцующие журавли»

В 1950-х, в городе Черниковске, устроена площадь Серго Орджоникидзе — заложена аллея (ныне — аллея М. Куприяновой), в начале которой установлен круглый фонтан «Колодец». Также, в 1950-х, на озере в парке Гастелло, построен фонтан (ныне не действует).

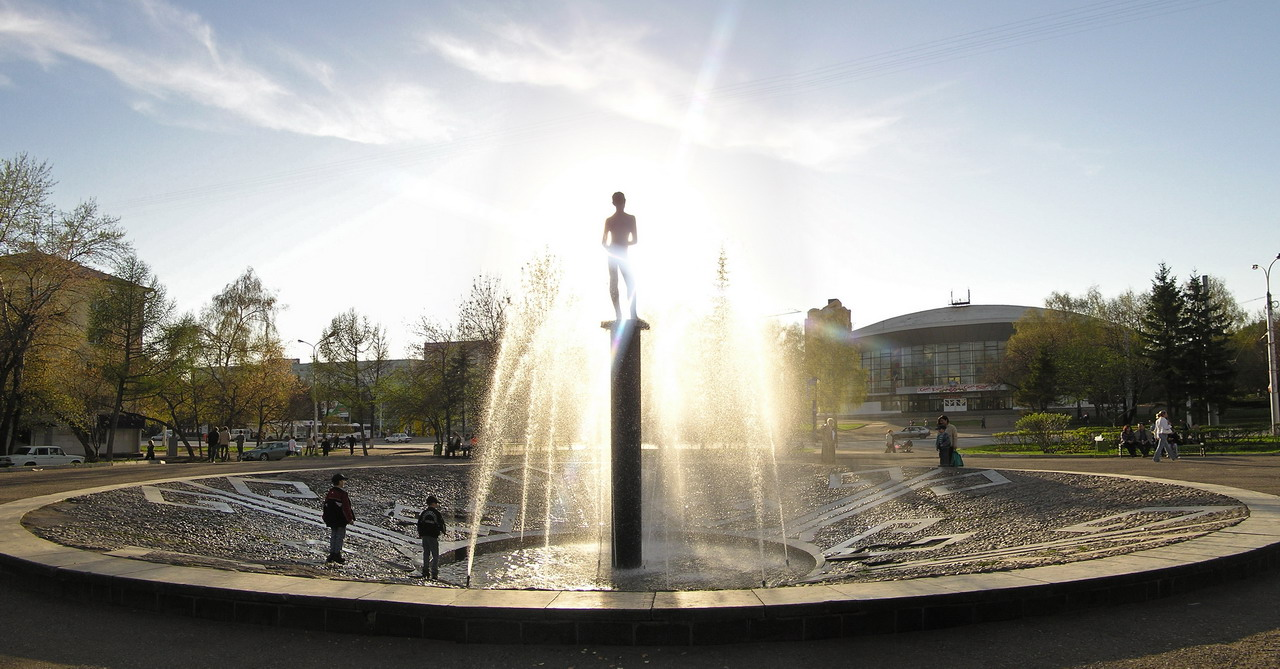
Фонтан «Весенняя песнь»

В 1970-х, на проспекте Октября, построены фонтаны «Весенняя песнь» у кинотеатра «Искра» и «Танцующие журавли» в сквере «Дубки» у Дворца культуры Уфимского завода синтетического спирта имени 40‑летия ВЛКСМ (ныне — Городской дворец культуры). Также, в Черниковке, построены мозаичный фонтан в сквере Ильича, напротив Дворца культуры химиков, и фонтан «Полёт» со скульптурой мальчика и лебедя у Дворца культуры «Моторостроитель».

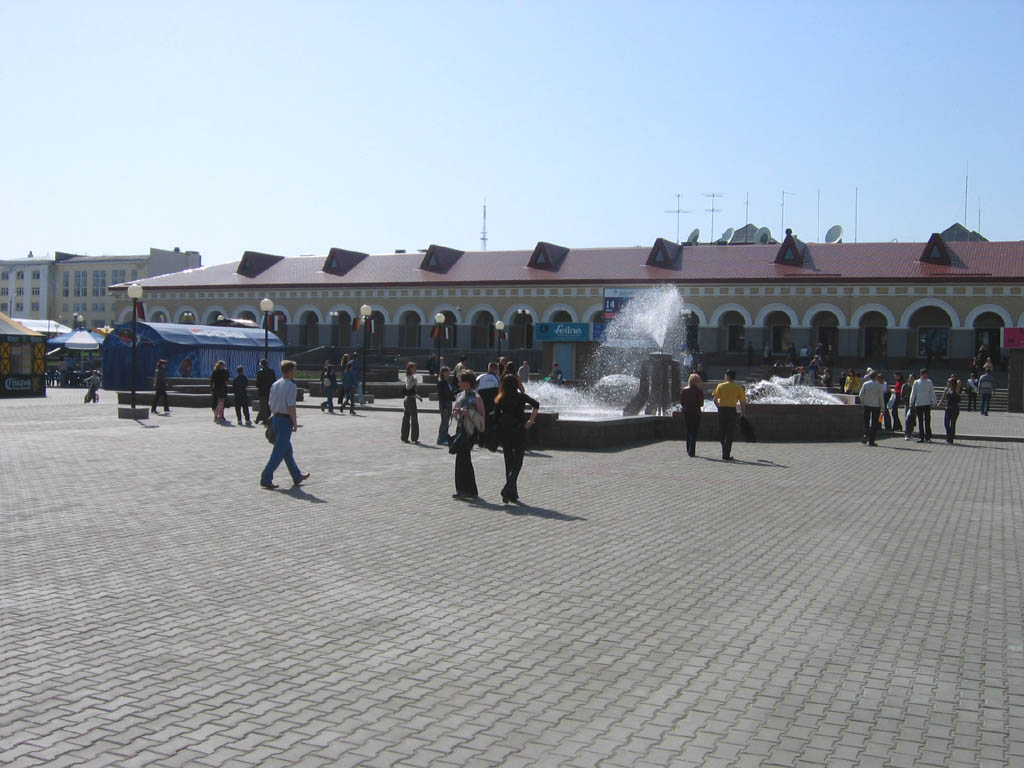
Фонтан у Гостиного двора

В 1980-х построены фонтан у Дворца культуры «Нефтяник» (ныне — концертный зал «Башкортостан») и два мозаичных фонтана у Дворца культуры Уфимского завода синтетического спирта имени 40‑летия ВЛКСМ.
В 1998–2015 у Гостиного двора на Верхнеторговой площади, на месте Александро-Невской часовни, находился самый большой городской фонтан.

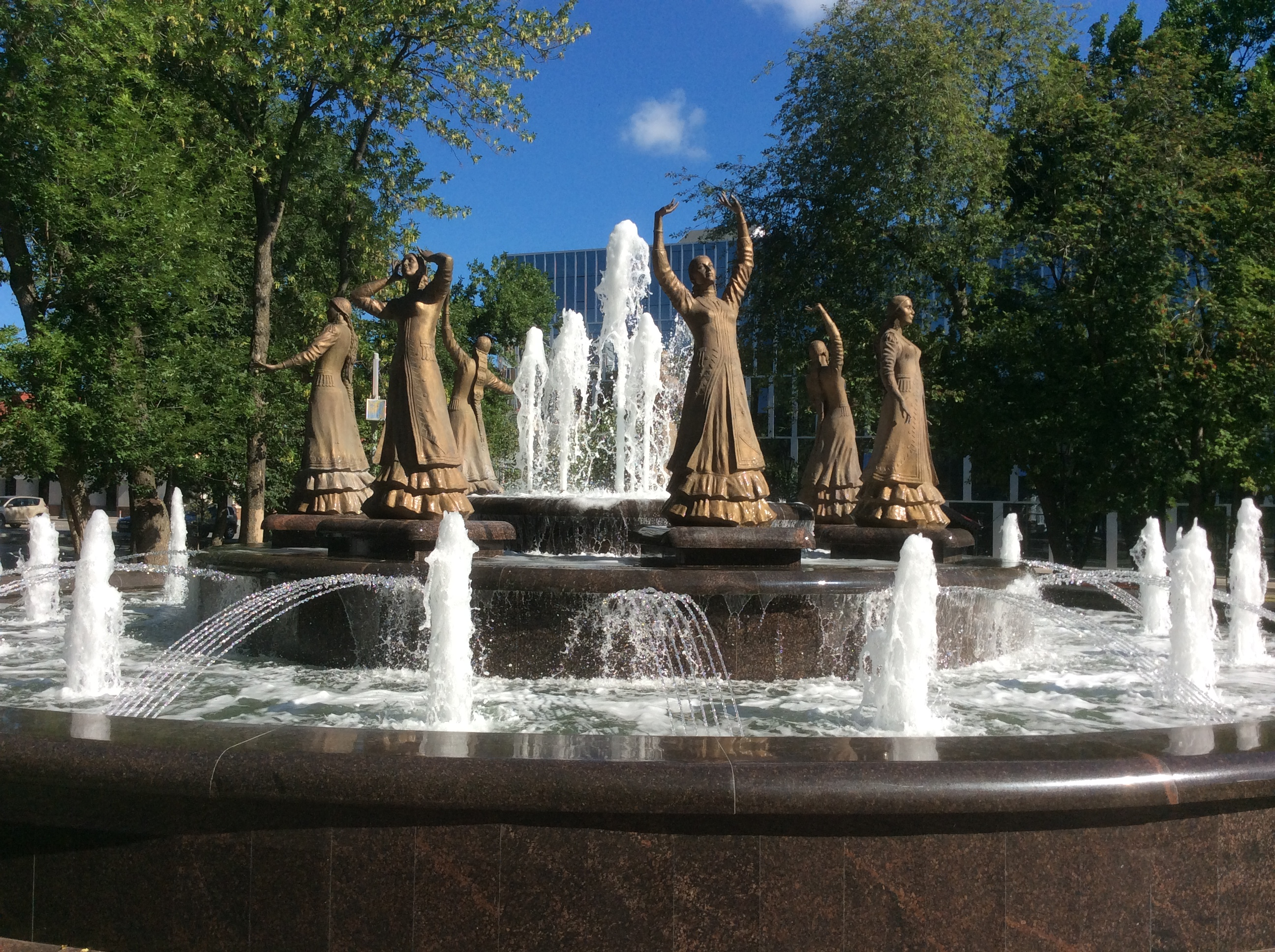
Фонтан «Семь девушек»

В 2007, в южной части реконструированной площади Салавата Юлаева, построен фонтан. 

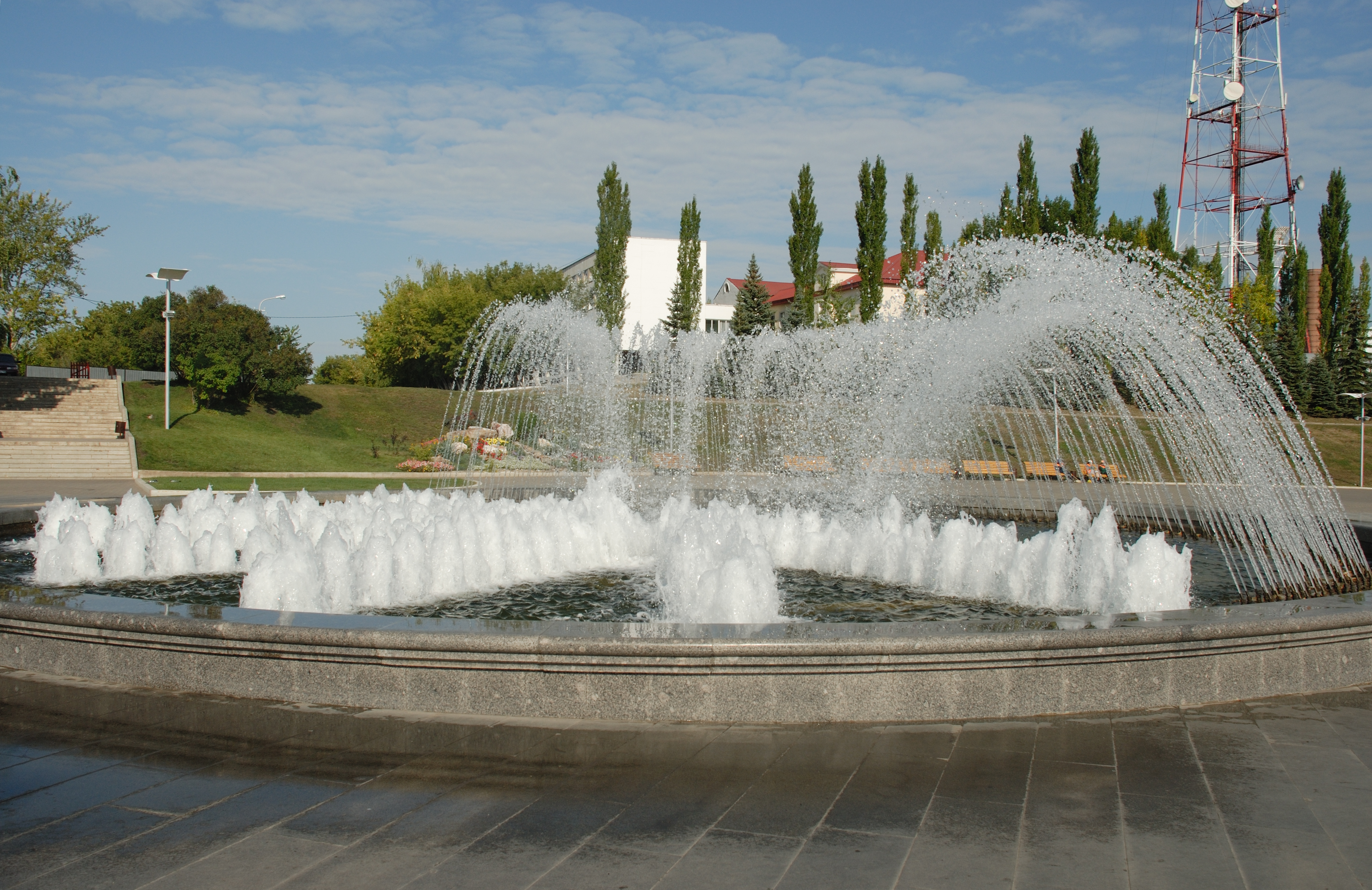
Фонтан на площади Салавата Юлаева

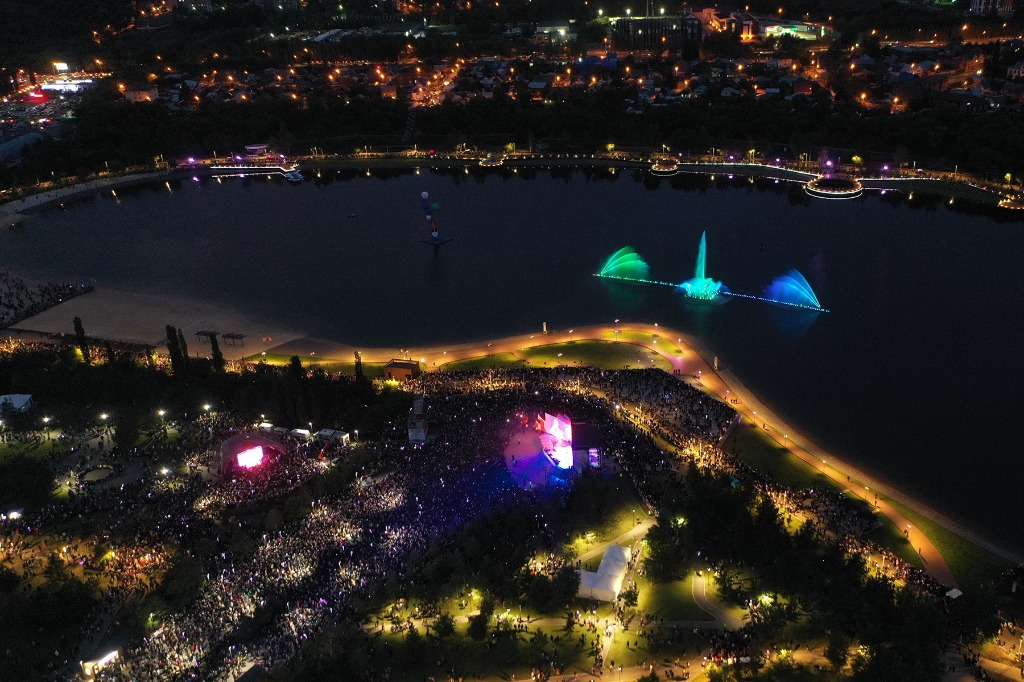
Фонтан на озере Кашкадан

Летом 2012 открыт фонтан возле ледового дворца «Уфа-Арена». Летом 2015 запущен светомузыкальный фонтан со скульптурами «Семь девушек» в Театральном сквере. В 2019 на площади Ленина открыт светомузыкальный фонтан «Часы».
В 2021 на Советской площади открыт светомузыкальный плоскостной фонтан. В 2022 на озере Кашкадан, в парке «Кашкадан», открыт светомузыкальный фонтан. 